# ایستگاه اوتسونومیا
ایستگاه اوتسونومیا (به ژاپنی: 宇都宮駅 Utsunomiya-eki) یک ایستگاه راه‌آهن است که در اوتسونومیا، توچیگی واقع شده و توسط شرکت راه‌آهن شرق ژاپن اداره می‌شود.